# Svenska Draghundsportförbundet
Svenska Draghundsportförbundet är ett specialidrottsförbund för draghundssport. Bildat 1987 och invalt i Riksidrottsförbundet 1989. Förbundets kansli ligger i Hallstavik.